# Zaha Hassan
Zaha Hassan (en árabe: زها حسن‎; Jerusalén, siglo XX) es una abogada palestina de derechos humanos, analista política, activista, investigadora y escritora. Defiende los derechos humanos en el Estado de Palestina y también aboga por la paz entre Israel y el Estado de Palestina.

## Trayectoria
Nació en Jerusalén y creció viviendo en la frontera entre Jerusalén Este y Jerusalén Occidental. Hassan obtuvo su licenciatura en Ciencias Políticas e Idiomas y Civilizaciones del Cercano Oriente en la Universidad de Washington. Recibió su doctorado en la Universidad de California en Berkeley y obtuvo un máster en Derecho Internacional y Transnacional de la Willamette University College of Law.
Es conocida por su trabajo de investigación sobre la política de Palestina, las relaciones entre Israel y Palestina y la paz entre ellos. También ha centrado su trabajo de investigación sobre el uso de mecanismos legales internacionales por parte de los movimientos políticos y la política exterior de Estados Unidos en la región israelí-palestina. Además, fue la coordinadora y la asesora jurídica principal del equipo negociador palestino entre 2010 y 2012, cuando el Gobierno de Palestina intentó obtener la adhesión a las Naciones Unidas. Asimismo fue miembro de la delegación palestina para las conversaciones exploratorias llevadas a cabo entre 2011 y 2012 que impulsadas por Quartet.
Se convirtió en miembro de la Red de Política Palestina, Al Shabaka, y de la junta de la comunidad global BuildPalestine. También ha trabajado como analista política y comentarista en programas de debate en medios como Al Jazeera, CNN, The New York Times, The Detroit News, Salon.com y The Oregonian. Además, también colabora ocasionalmente con los periódicos israelíes Hill y Haaretz.
Fue una de las activistas que sugirió nuevas ideas y formuló nuevas estrategias y enfoques para reducir y resolver las tensiones entre Israel y Palestina cuando estallaron nuevamente a principios de mayo de 2021. Es profesora invitada en Carnegie Endowment for International Peace, New America Foundation y el Programa del Medio Oriente. Actualmente vive en Washington D. C., EE. UU.